# Euaethiops
Euaethiops là một chi bướm đêm thuộc họ Erebidae.